# 森永ケイト
森永 ケイト (もりなが ケイト、1996年8月8日 - ）は、日本のファッションモデル、グラビアアイドル。新潟県佐渡市出身。

## 略歴・人物
特技はバスケットボール、陸上。いずれも大会優勝経験を持つ。趣味は筋トレ、アニメ鑑賞、料理。多い時で週6日ジムに通っている。アニメはハイファンタジーや非日常的なジャンルを好んでよく観ている。
2015年には
東京モーターショー2015 三菱自動車ブースにしてステージキャストとして出演。
東京ガールズコレクション2015A/W PUNYUS×OWNDAYSのステージでランウェイを走る演出は話題を集めた。トップバッターで無表情で駆け抜けている。
メルセデスベンツ ファッションウィーク
東京コレクションA/W Wizlimited ランウェイモデルとして出演。
2016年
東京オートサロン2016 Smartwaxキャンペーンガールとして出演。
イオンモール「バーゲン DOMALL AEONモール」 に出演。
現在は身長173cm、スリーサイズ95（Hカップ）、59、95の「超次元ボディ」を活かし、モデルグラビアとして日本や海外でマルチに活動中。
海外雑誌「PLAYBOY」のPlaymate、Playboy SouthAfrica のPlaymate of the year 2021として各国Playboyに掲載中。
2024年
Enchanted Corset 着用モデルとして登場。

## 出版

### 国内雑誌
•週刊アサヒ芸能 2020年 3/12 号
•アサ芸 Secret! Vol.62 2020年 3/13 号
•グラビアプレス Vol.2
•Girl's graph
• FRIDAY カラー袋とじ4P 2021年 9/10号
• FRIDAY 袋とじ企画 「NEWSなヌード＆SEXY」BEST13 2022年 1/7・1/14号

### 海外雑誌
•『PLAYBOY』(January 2021,Playboy South Africa)（PLAYMATE：Kate Morinaga/Playmate of the year,CoverGirl,Pinup）
。
•『PLAYBOY』(June 2021,Playboy Australia)（PLAYMATE：Kate Morinaga/Playmate of the year,Pinup)
•『Ellements magazine』(September 2021)（Kate Morinaga/Cover, Inside）
•『MAXIM』(February 2022,Maxim Australia)（Kate Morinaga/Calendar,Pinup）
•『PLAYBOY』(July 2022,Playboy Sweden)（PLAYMATE：Kate Morinaga,Pinup)
•『PLAYBOY』(March 2023,Playboy South Africa)（PLAYMATE：Kate Morinaga,Pinup)
•『PLAYBOY』(March 2024,Playboy Mexico&Latam Special edition)（PLAYMATE：Kate Morinaga,Pinup)

## 作品

### VR
•apartment Days!森永ケイト act1（2020年9月4日、ファンタスティカ)
•apartment Days!森永ケイト act2（2020年9月25日、ファンタスティカ）